# Caroline Wensink
Caroline Wensink (Enschede, 4 augustus 1984) is een voormalig Nederlands volleybalspeelster. Ze kwam in Nederland uit voor Dynamo Neede, Longa '59, VV Pollux. In het buitenland speelde Wensink onder andere voor USC Münster en Schweriner SC. In 2014 stopte ze met volleyballen.

## Carrière
In de eerste jaren van haar carrière kwam Wensink uit voor Dynamo Neede, Longa '59 uit Lichtenvoorde en VV Pollux uit Oldenzaal. Van 2003 tot 2006 speelde ze voor USC Münster, waarmee ze tweemaal Duits kampioen en bekerwinnaar werd. In het seizoen 2006/07 keerde ze terug naar Nederland om voor Martinus te gaan volleyballen. Hierna kwam ze uit voor Schweriner SC, maar hier vertrok ze naar meningsverschillen met trainer Edwin Benne. In januari 2010 verhuisde ze naar het Italiaanse Piacenza. Datzelfde jaar kwam ze ook nog uit voor Muszynianka Farko Muszyna alvorens ze haar carrière beëindigde bij het Azerbeidzjaanse Azerrail Baku. In 2014 stopte ze na een zware rugblessure te hebben opgelopen.
Wensink kwam ook uit voor de Nederlandse volleybalploeg. Ze kwam tussen 2005 en 2012 tot 298 wedstrijden in de Nederlandse ploeg. Op de Volleybal Grand Prix 2007 in China werd ze kampioen. Op het EK 2009 in Polen behaalde ze de tweede plaats.

## Awards
Clubverband
- Nederlandse Beker 6×
- Nederlands kampioen 7×
- Duitse kampioen 2×
- Duitse Beker 2×

Nationale ploeg
- 2007:  World Grand Prix Volleybal in China
- 2009:  EK 2009 in Polen